# What a Wonderful World
«What a Wonderful World» es una canción jazz escrita por Bob Thiele y George David Weiss, estrenada por Louis Armstrong y editada por primera vez como sencillo a principios del otoño de 1967. Con la idea de ser un antídoto al clima político y racial de la década de 1960, fue ofrecida a varios artistas pero finalmente fue estrenada por Louis Armstrong, que le imprimió especial atractivo.
La canción describe la delicia del cantante por las cosas simples de cada día, y mantiene un tono optimista con esperanza en el futuro, incluyendo una referencia a los bebés que nacen en el mundo y tendrán mucho para ver y crecer. No fue inicialmente un éxito en los Estados Unidos, donde vendió menos de 1000 copias, pero sí logró mayor recepción en el Reino Unido, hasta alcanzar el primer puesto de ventas en 1968. 
La difusión mundial de la canción tuvo lugar a partir de su inclusión en 1987 en la banda de sonido de la película Good Morning, Vietnam, dirigida por Barry Levinson y protagonizada por Robin Williams. Posteriormente ha aparecido en otros filmes, siendo los más notables: Doce monos (1995); ¿Conoces a Joe Black? (1998) como tema principal; el documental Bowling for Columbine (2002) en la secuencia que muestra las agresiones imperialistas cometidas por Estados Unidos durante la segunda mitad del siglo XX, y Madagascar (2005). También fue la banda sonora del inicio de los primeros cinco episodios de la serie norteamericana Cosas de casa (1989-1997). También ha aparecido en la película mexicana Un mundo maravilloso (2006) de Luis Estrada
Fue una de las canciones que formaron parte de la Lista de canciones inapropiadas según Clear Channel Communications tras los atentados del 11 de septiembre de 2001.

## Principales interpretaciones
- 1967 Louis Armstrong: versión original con más de un millón de copias vendidas.
- 1968 Engelbert Humperdinck en su tercer long play para Decca intitulado A Man Without Love (adaptación e introducción en Inglaterra y Europa).
- 1970 Louis Armstrong con la orquesta de Oliver Nelson, incluye introducción hablada.
- 1981 The Kelly Family en su álbum Wonderful World!
- 1993 Israel Kamakawiwoʻole en su popurrí «Somewhere Over the Rainbow/What a Wonderful World» del álbum Facing Future mezclado junto a "Somewhere Over the Rainbow".
- 1995 Tokyo Ska Paradise Orchestra, con Misty Oldland en su álbum Grand Prix.
- 1995 Natalie Cole con Plácido Domingo y José Carreras en su álbum de Navidad en vivo A Celebration of Christmas Live From Vienna.
- 1999 Anne Murray en su álbum What a Wonderful World, que vendió más de 2.500.000 copias.
- 1999 Brandon Fields en su álbum Fields & Strings.
- 2001 Vince Clarke descarga digital, a dúo con su hermano Mick Martin.
- 2001 Michael Buble en su álbum Babalu.
- 2001 Donna Burke en el álbumVandread: Original OVA Soundtrack 1 / Yasunori Iwasaki, Various Artists, como parte de la banda sonora del anime Vandread.
- 2002 Tony Bennett en el álbum A Wonderful World.
- 2002 Joey Ramone en el álbum Don't Worry About Me.
- 2003 B.B. King en su álbum Reflections.
- 2003 Sarah Brightman en su álbum Harem.
- 2003 Nicky Rubin en su álbum Radio Silence.
- 2004 Rod Stewart y Stevie Wonder.
- 2004 Céline Dion en su álbum A New Day... Live in Las Vegas.
- 2004 Eva Cassidy en su álbum Wonderful World.
- 2007 Mika Nakashima en su álbum YES.
- 2006 Karamelo Santo en su álbum La gente arriba.
- 2006 Helmut Lotti en su álbum The Crooners.
- 2007 Keane en su álbum Little broken words.
- 2007 Angels & Airwaves.
- 2007 Roupa Nova en su álbum Natal todo dia.
- 2007 Tragicomi-K graba una adaptación libre en español llamada "Mundo de amor" compuesta por José Riaza para el álbum La ley de la naturaleza.
- 2008 Luddi Ethos.
- 2008 Katie Melua con Eva Cassidy en su álbum The Katie Melua Collection.
- 2008 Ministry en su álbum Cover Up.
- 2008 El Froncysyllte Male Voice Choir en su álbum Voices Of The Valley: Home.
- 2009 Bob Sinclar en su álbum Born in 69, on la voz de Ron Carroll y la colaboración del DJ Axwell.
- 2011 Rod Stewart incluye esta canción en su recopilación de canciones llamada "The Best of the Great American Songbook".
- La banda uruguaya No Te Va Gustar toca una versión instrumental de esta canción en sus conciertos.
- 2011 el cantautor mexicano Kalimba Marichal incluye esta canción como el último tema de Homenaje a las Grandes Canciones Vol. II.
- 2011 Dancing Mood en su disco Non Stop Vol. 1.
- 2015 José Riaza incluye una adaptación libre en español llamada "Mundo de amor" en su álbum Cualquier tiempo pasado (2015).
- 2015 Libera en su álbum Angels Sing: Libera in America, y lanzada como sencillo el 4 de febrero de 2015.[2]
- 2018 Il Divo versiona la canción en español, titulada Que bonito es vivir, incluida en el disco Timeless publicado en 2018.
- 2019 José Riaza regraba su adaptación libre en castellano bautizada "Mundo de amor" en su álbum en vivo Retales de mis noches tristes.
- 2021 Park Chanyeol, Kim Ji- Hyun interpretada para la película Coreana “The Box".
- 2021 La canción fue entonada durante la ceremonia de clausura de los Juegos Paralímpicos de Tokio 2020 momentos antes de apagar el pebetero.